# ثمن الحرية (فلم)
ثمن الحرية هو فيلم مصري عرض عام 1967، محمود مرسي وعبد الله غيث وصلاح منصور وكريمة مختار وفايزة فؤاد وكمال ياسين ومحمد توفيق.
الفيلم مأخوذ عن مسرحية مونتسيرات للكاتب الفرنسي إيمانويل روبلز وأعدها للسينما نجيب محفوظ، كتب السيناريو طلبة رضوان والحوار لطفي الخولي ومن إخراج نور الدمرداش.

## قصة الفيلم
فدائي مصري ينفذ عملية ضد الاحتلال الإنجليزي ويتمكن من الفرار من سلطة الاحتلال ويكتشف الحاكم العسكري الإنجليزي (محمود مرسي) تعاون ضابط جيش مصري مع الفدائي فيحقق معه لمعرفة مكان اختباء الفدائي ويرفض الضابط الإجابة فيقبض الحاكم على مجموعة مواطنين مصريين ويهدد بقتلهم على التوالى إن لم يدلي الضابط بمكان الفدائي.

## طاقم التمثيل
- محمود مرسي: (بيكر - الحكمدار البريطاني)
- عبد الله غيث: (الضابط محمد درويش المصري)
- كريمة مختار: (الأم)
- صلاح منصور: (الجنرال حسن)
- فايزة فؤاد: (تيريز)
- كمال ياسين: (أحمد عبد الحفيظ - من الثوار)
- محمد توفيق: (العربجي)
- محمود الحديني: (الطالب الجامعي)
- ناهد سمير: (الجارة)
- أحمد الجزيري: (الجار)
- صبري عبد العزيز: (ميجور جونسون - ضابط بريطاني)
- حامد مرسي: (إبراهيم السكري - مطرب)
- محمد أباظة: (إسماعيل بدوي - تاجر)
- جميل عز الدين: (كابتن وليامز - ضابط بريطاني)
- سيد الريس
- محمد يحيى سليمان

## فريق العمل
- إخراج: نور الدمرداش
- إعداد سينمائي: نجيب محفوظ
- سيناريو: طلبة رضوان
- حوار: لطفي الخولي
- مدير التصوير: مسعود عيسى
- مونتاج: رشيدة عبد السلام
- موسيقى تصويرية: سليمان جميل
- إنتاج: الشركة العامة للإنتاج السينمائي العربي
- توزيع: الشركة العامة لتوزيع وعرض الأفلام السينمائية

## روابط خارجية
- مقالات تستعمل روابط فنية بلا صلة مع ويكي بيانات